# Schwedisches Freiwilligenkorps

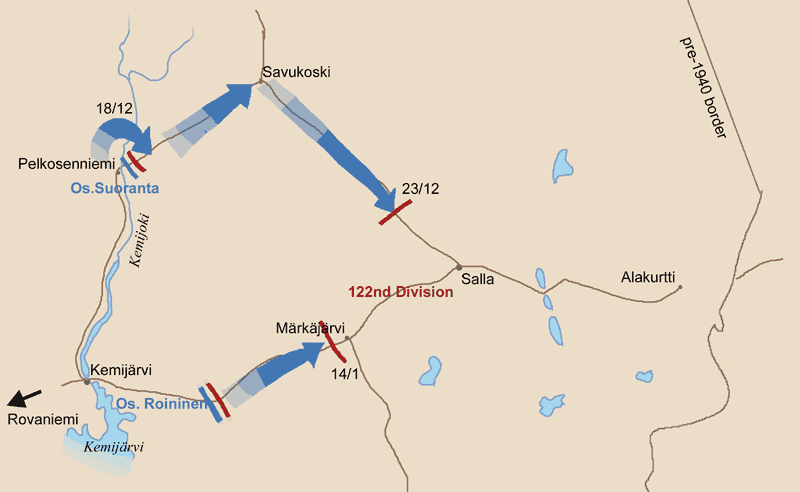
Die finnische Kampfgruppe Osasto Roininen und die Svenska frivilligkåren bei den Kämpfen um Salla.

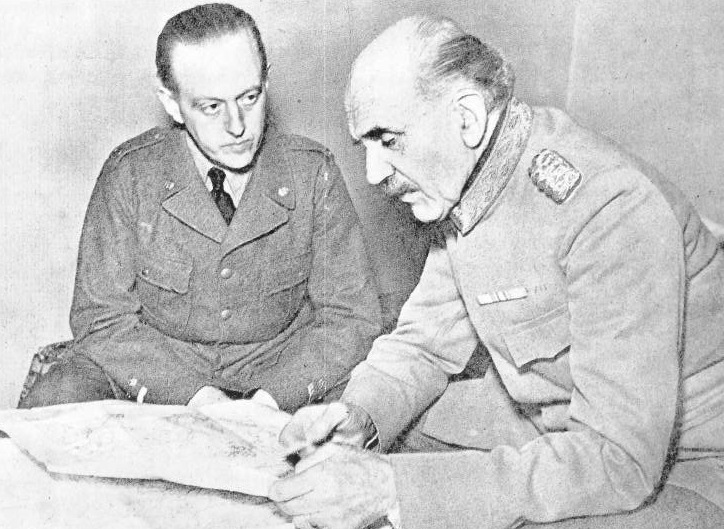
Der Kommandant des Schwedischen Freiwilligenkorps General Ernst Linder (rechts) und sein Stabschef Carl August Ehrensvärd in Tornio.

Das Schwedische Freiwilligenkorps (Svenska frivilligkåren) war ein militärischer Verband, der sich aus schwedischen, norwegischen und dänischen Freiwilligen zusammensetzte und sich am Winterkrieg 1939/40 auf Seiten Finnlands beteiligte.

## Geschichte
Schweden war offiziell nicht am Krieg beteiligt, aber nicht gänzlich neutral. So konnten lediglich Freiwilligenverbände nach Finnland gesendet werden. Die Freiwilligen wurden an der nördlichen Front nahe Salla ab dem 28. Februar eingesetzt. Der Verband umfasste eine Mannstärke von 9.640 Soldaten. Zusätzlich stellt das Korps 25 Flugzeuge, die in der Schwedischen Freiwilligen Luftwaffe, auch F19 genannt, dienten. Die Schweden waren auch bei der Verteidigung Turkus mit einer Luftabwehr-Batterie beteiligt. Die Freiwilligen demonstrierten ihre starke nordische Solidarität, in dem sie als Symbol für ihre Truppeninsignie die „vier brüderlichen Hände“ verwendeten. Die vier Hände repräsentierten Finnland, Schweden, Norwegen und Dänemark.
Insgesamt kämpften 8.402 Schweden, mit 1.010 Dänen und 895 Norwegern an der Seite Finnlands. Ihre Verluste betrugen 28 Tote, 50 Verwundete und 140 Ausfälle wegen Erfrierungen.

## Befehlshaber
- 1940:  General der Kavallerie Ernst Linder

## Aufstellung
Schwedisches Freiwilligenkorps - Svenska Frivilligkåren
- - I. stridsgruppen (Oberstleutnant Magnus Dyrssen †, Hauptmann Carl Carlsson Bonde, Oberstleutnant Carl-Oscar Agell)
    - 1. skyttekompaniet
    - 2. skyttekompaniet
    - 3. skyttekompaniet
    - 4. jägarkompaniet
    - 5. tunga kompaniet
    - 1. batteriet
    - 1. plogplutonen
    - 1. signalplutonen

  - II. stridsgruppen (Oberstleutnant Viking Tamm)
    - 1. skyttekompaniet
    - 2. skyttekompaniet
    - 3. skyttekompaniet
    - 4. jägarkompaniet
    - 5. tunga kompaniet
    - 2. batteriet
    - 2. plogplutonen
    - 2. signalplutonen

  - III. stridsgruppen (Oberstleutnant Martin Ekström)
    - 1. skyttekompaniet
    - 2. skyttekompaniet
    - 3. skyttekompaniet
    - 4. jägarkompaniet
    - 5. tunga kompaniet
    - 3. batteriet
    - 3. plogplutonen
    - 3. signalplutonen

  - Andere Einheiten:
    - 1. pansarvärnsplutonen
    - 2. pansarvärnsplutonen
    - Luftvärnskompaniet
    - Ingenjörkompaniet
    - 16. självständiga jägarkompaniet
    - (17. självständiga jägarkompaniet)
    - Intendenturkompaniet
    - Vägkompaniet
    - 1. bilkompaniet
    - 2. bilkompaniet
    - Anspannskompaniet
    - 1. sjukvårdsplutonen
    - 2. sjukvårdsplutonen
    - Hästambulans
    - Ambulans
    - Fliegerregiment 19

## Bewaffnung
- 7,5-cm-Kanone M/02
- 40-mm-Luftabwehrkanone M/36
- 7,5-cm-Luftabwehrkanone
- 20-mm-Maschinenkanone
- 3,7-cm-Panzerabwehrkanone M/38
- 8-cm-Mörser M/29
- 13-mm-Panzerbüchse

## Fahrzeuge
- 83  Motorräder
- 83  Autos
- 350 Lastwagen
- 13  Traktoren